# Випрямлення Рейну

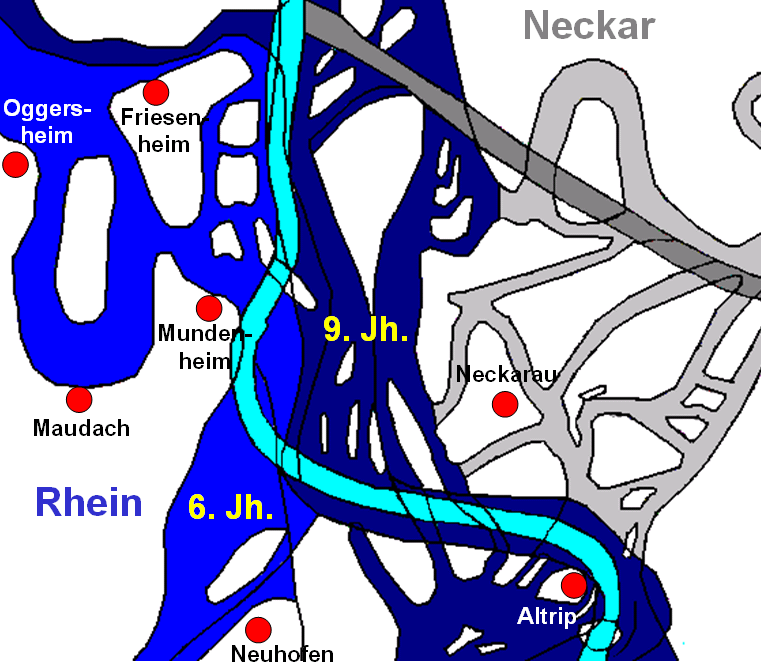
Меандри в гирлі Неккару

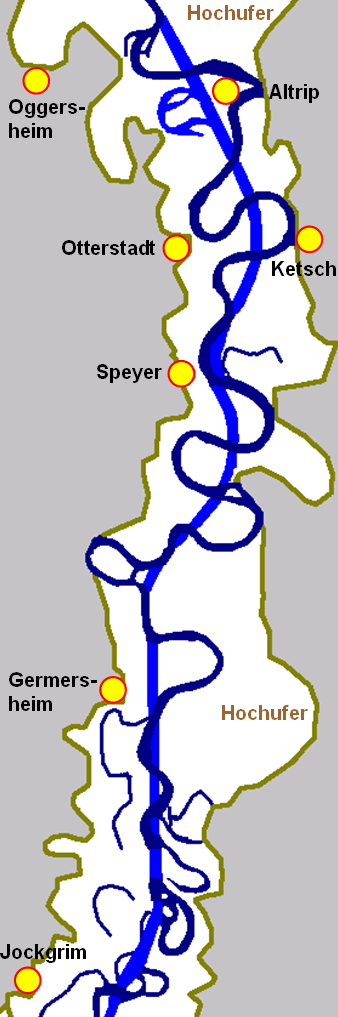
Початкове річище

Випрямлення Рейну — штучне випрямлення річища Верхнього Рейну.
Випрямлення річок проводилося в Німеччині та Франції в 1817—1876 рр. згідно з планами Йоганна Готфріда Тулли та його наступників, включно з Максом Гонселлем.
Випрямлення Рейну було передумовою для того, щоб зробити Рейн судноплавним аж до Базеля (судноплавство відкрито в 1907 році).

## Ситуація близько 1810 року
Після льодовикового періоду Верхній Рейн мав глибоке річище у своїх відкладеннях та високі береги, на яких могли розвиватися захищені від повені поселення.
Проте населені пункти в низині неодноразово потерпали від сильних повеней.
Рейн протікав між Базелем і Раштатом у дренажній зоні шириною два-три кілометри з багатьма рукавами річки та невеликими острівцями, тоді як між Раштатом і Майнцом мав багато меандр.
Оскільки Рейн утворював кордон між Великим герцогством Баден і Францією або Баварським Пфальцом, а річище часто змінювалося, кордон доводилося вимірювати знову і знову.
Рейн мав економічне значення як транспортна артерія для лісосплаву та рибальства.
Ще до проєктів Тулли деякі ділянки річища Рейну вирівняно на Верхньому Рейні.
Наприклад, в 1391 р. Курпфальц і маркграфство Баден домовилися про випрямлення, яке має бути прокладене на захід від міста Рюсгайм.
В результаті меандра на північ від Зондернгайма стала Старим Рейном.

## Планування

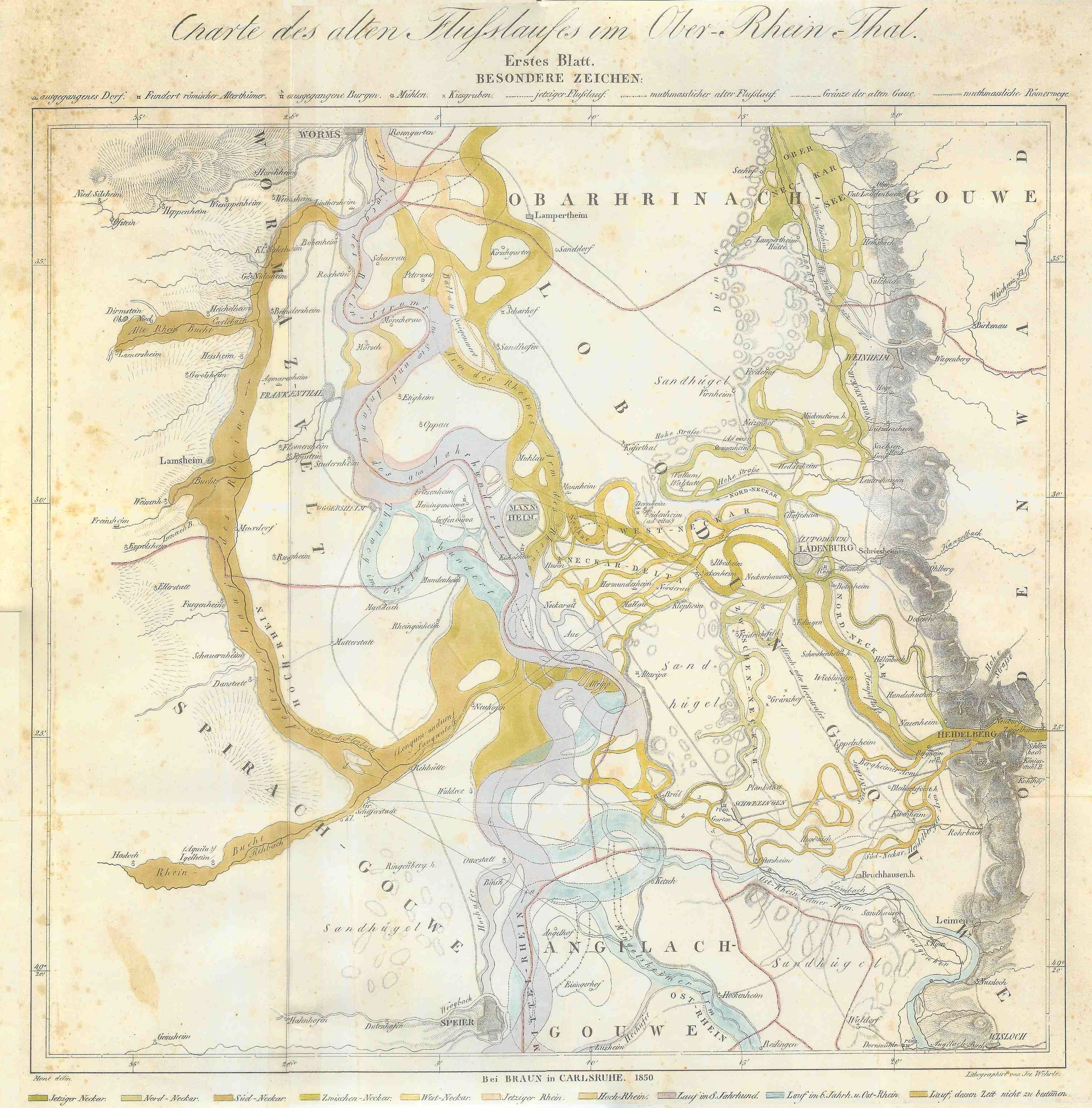
Меандри біля Мангайма на карті 1850 року

Перший проєкт корекції Верхнього Рейну Тулли представлений в 1809 році.
На рівнині Верхнього Рейну на північ від Карлсруе планувалося випрямити річище, воно мало бути звужено до 200—250 м та поглиблено, а також споруджено греблі для захисту від повеней, для зниження ерозії та сталого рівня води.
Повінь у січні 1816 року, від якої серйозно постраждали громади Верта, призвела до укладення угоди між урядами Бадена та Баварії 26 квітня 1817 року без компенсації витрат.
Було вирішено випрямити річище згідно із запропонованим планом рекультивації. Баварія взяла на себе виконання випрямлень на території Бадена, а Баден взяв на себе виконання випрямлень на території Баварії.

## Реалізація

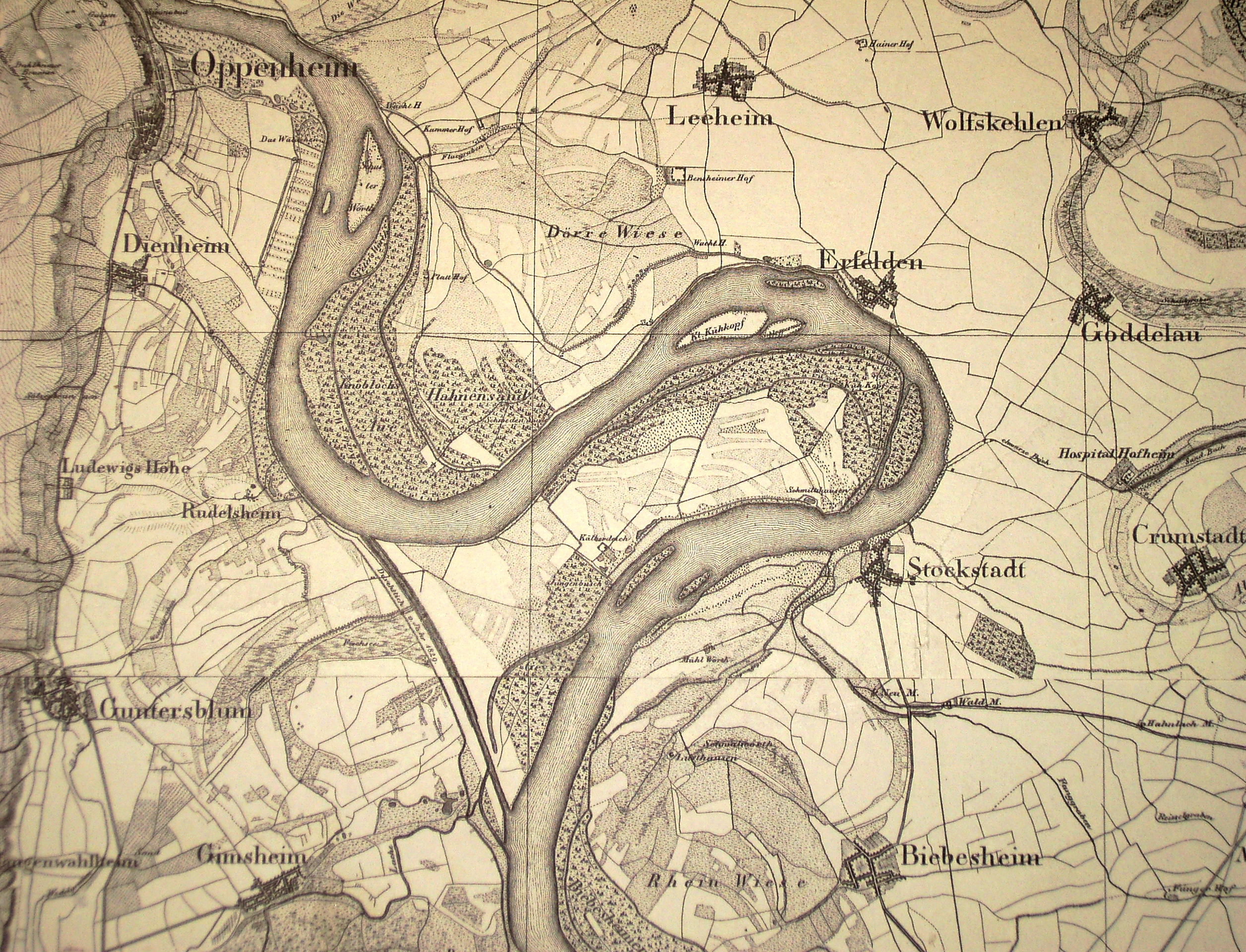
У 1829 році через Кюкопф прорито вузький порівняно з річищем канал. Остаточну «роботу» по розширенню виконала сама річка, сьогодні річка проводить лише невелику частину води через старицю, яка зараз майже повністю замулена.

### Випрямлення
Оскільки в той час не було важкої техніки, як-от екскаваторів, а землю переміщували тільки лопатами, тачками та возами, запряженими кіньми, намагалися переміщати якомога менше землі.
Тож копали не повністю нове річище, а лише невеликі напрямні канави як короткі шляхи через меандри, які були приблизно 10—25 м завширшки.
Під час будівельних робіт у верхньому кінці залишали невелику греблю, щоб робітники могли розкопувати суху землю.
Цю греблю демонтували, коли контрольний канал повністю закінчували — канал затоплювали й вода знаходила короткий шлях.
Річка мала повну ширину річища 240 м вище і 300 м нижче Мангайма, оскільки канали долають таку ж різницю у висоті, як і меандри, тому нахил був більшим і течія сильнішою. Так що напрямні канали поступово самостійно займали всю ширину.
У багатьох випадках старицю перекривали з верхнього кінця греблею, щоб більше не було течії, і вони поступово замулювалися.
Кюкопф (див. карту) є винятком: частина води Рейну все ще тече через старицю сьогодні, але кількість води тут обмежена бетонною греблею біля входу.

### Течія
Навесні 1817 року лісові масиви були вирубані і розпочато Кнілінгенське випрямлення.
Жителі Кнілінгена боялися за свої рибальські угіддя і чинили опір; їхній опір зламали військовою силою.
Громади були зобов'язані надавати робітників.
Викопаний ґрунт відсипали вбік.
Подальше поглиблення та розширення випрямлення здійснено річкою самостійно.
Через кілька років Рейн плинув новим шляхом.
Ширина Рейну була встановлена Туллою в 240 м.
Від гирла Неккара вниз за течією була запланована ширина 300 м.
Берег був укріплений заглибленими фашинами та кам'яною бруківкою.
Протести проти продовження випрямлення Рейну висунули в 1826 році уряди Гессена, Пруссії та Нідерландів.
Лише після важких переговорів вдалося розвіяти побоювання щодо підвищення ризику повені та льодоходу.
Останнім випрямленням стало Альтріпське випрямлення в 1865 році.
Однак подальші випрямлення — у Неккарау трохи нижче за течією Рейну, який мав пройти через сьогоднішній Мангаймський лісопарк, більше не застосовувалися.
Ось чому Рейн і сьогодні має окремі меандри.
Прорізання меандрів скоротило шлях між Базелем і Бінгеном на 81 км.
План спочатку здавався успішним з точки зору поглиблення річища, оскільки рівень води впав, річкові заплави можна було зробити більш придатними для сільського господарства, а Верхній Рейн врятовано від повеней.

### Випрямлення між Базелем і гирлом Лаутера
Випрямлення Верхнього Рейну почалося в 1840 році вздовж баденсько-французького кордону між Базелем і гирлом Лаутера після того, як державний договір між Баденом і Францією від 5 квітня 1840 року визначив правові рамки.

### Випрямлення вздовж кордону Баден— Пфальц
Загалом зроблено 18 випрямлень від гирла Лаутера до Роксгайма, скоротивши довжину річки на 37 відсотків зі 135 до 86 км.
З 18 випрямлень Баварія зробила 8, а Баден 10. Витрати на Альтрипське випрямлення фінансовано спільно.

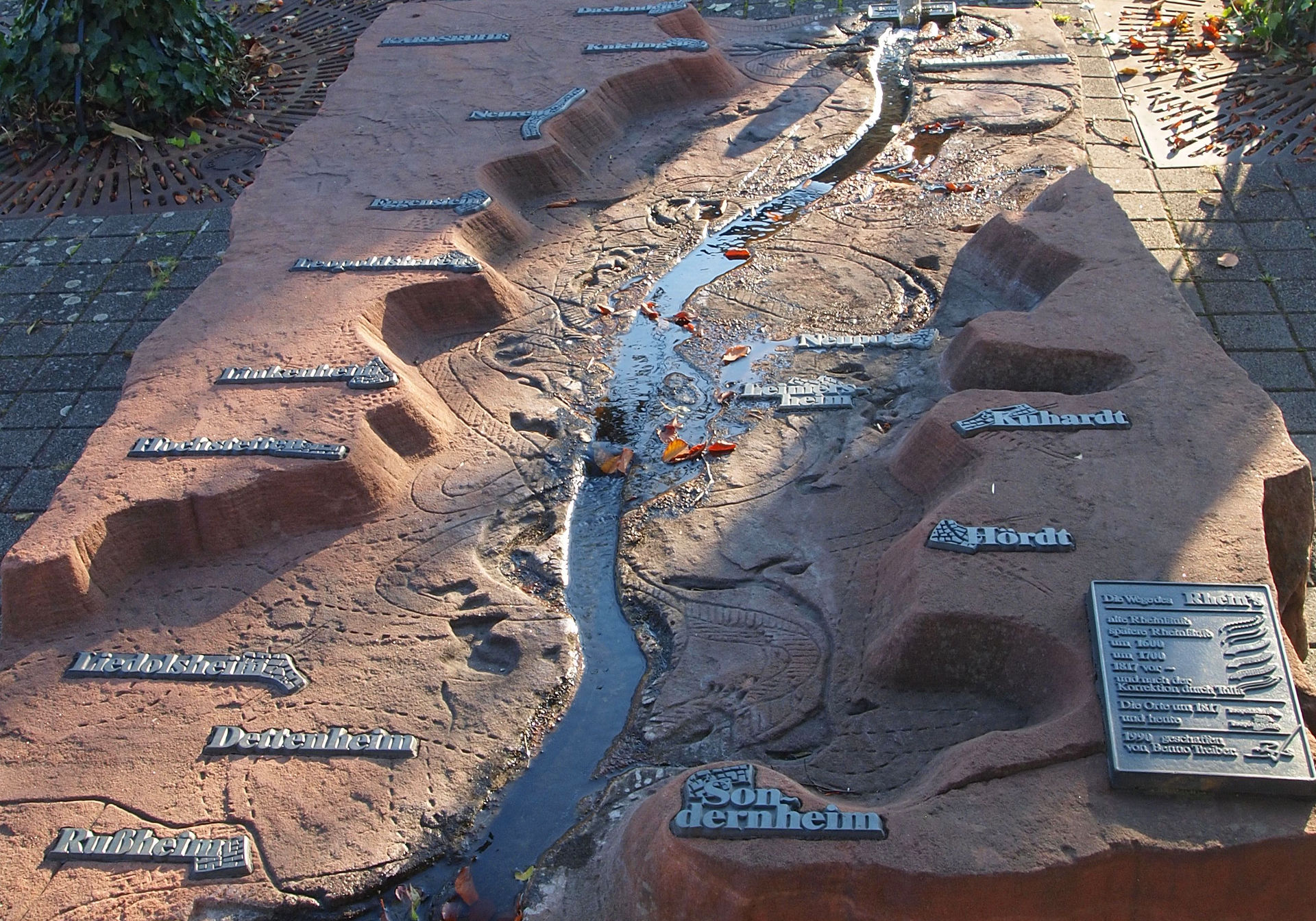
Пам'ятник у Леопольдсгафені випрямленню Рейну між Карлсруе та Гермерсгаймом

- Нойбурзьке випрямлення (1818—1821)
- Даксленденське випрямлення (1820—1822)
- Пфорцьке випрямлення (1818—1824)
- Кнілінгенське випрямлення (1818)
- Вертерське випрямлення (1819—1821)
- Нойпоцьке випрямлення (1818—1828)
- Лінкенгаймське випрямлення (1827—1830)
- Лаймерсгаймське випрямлення (1828—1837)
- Гермерсгаймське випрямлення (1827—1833)
- Райнсгаймське випрямлення I (1827—1832)
- Райнсгаймське випрямлення II (1827—1832)
- Мехтерсгаймське випрямлення (1843—1844)
- Райнгаузерське випрямлення (1843—1844)
- Ангелгоферське випрямлення (1827—1876)
- Оттерштадтське випрямлення (1834—1845)
- Кечерське випрямлення (1834—1839)
- Альтрипське випрямлення (1866)
- Фрайзенгаймське випрямлення (1852—1861)[2]

### Випрямлення в Гессені
Випрямлення Рейну між Вормсом і Майнцом було суто гессенською справою після того, як провінція Райнгессен була приєднана до Великого герцогства Гессен згідно рішень Віденського конгресу в 1814/15 рр. У 1828/1829 рр. під керівництвом великогерцогського міністра гідротехніки Клауса Кренке споруджено спрямлення поблизу Гунтерсблума.
Півострів, відокремлений таким чином від материка на лівому березі Рейну, є сучасним островом Кюкопф.

### Випрямлення між Майнцом і Бінгеном
У 1854 році технічна комісія визначила заходи, які вважалися необхідними для продовження випрямлення з Майнца до Бінгену.
Багато із заплав Рейну в той час мали бути «відрізані».
З лютого 1863 року існували проєкти фарватеру між Нідерваллуфом і Гайзенгаймом в Райнгау, який тоді належав герцогству Нассау.
Мета полягала в тому, щоб усунути перешкоди для судноплавства, поліпшити нерівний стан річища та досягти нормальної ширини суцільного річища на рівні 450 м.
Також до 1866 року запланували відсікти окремі заплави, а також провести берегоукріплення та паралельні кам'яні роботи.
У 1867 році завезли перші маси каменю.
Того року Райнгау став частиною прусського адміністративного округу Вісбаден. Населення Райнгау чинило широкий опір цим планам.
Генріх Едуард фон Ладе з Гайзенгайму став представником петиції до прусського короля Вільгельма та прем'єр-міністра Пруссії Отто фон Бісмарка.
Суверену повідомили, що перед громадами Райнгау створять великі болотні території як розсадник комарів.
Деякі місця, такі як Ербах, Гаттенгайм і Вінкель, більше не будуть доступні з Рейну.
Річка не має стати каналом, наголошував фон Ладе, це також зашкодить туризму. Населення збідніє та хворітиме, а виноградники деградують. Представник Райнгау стверджував безглуздість корекції Рейну, яка закінчиться біля озера Бінгер.
Тому прусський король мав припинити коригування Рейну.
Про це тоді повідомляла преса.
Під зверненням підписався майже весь Райнгау.

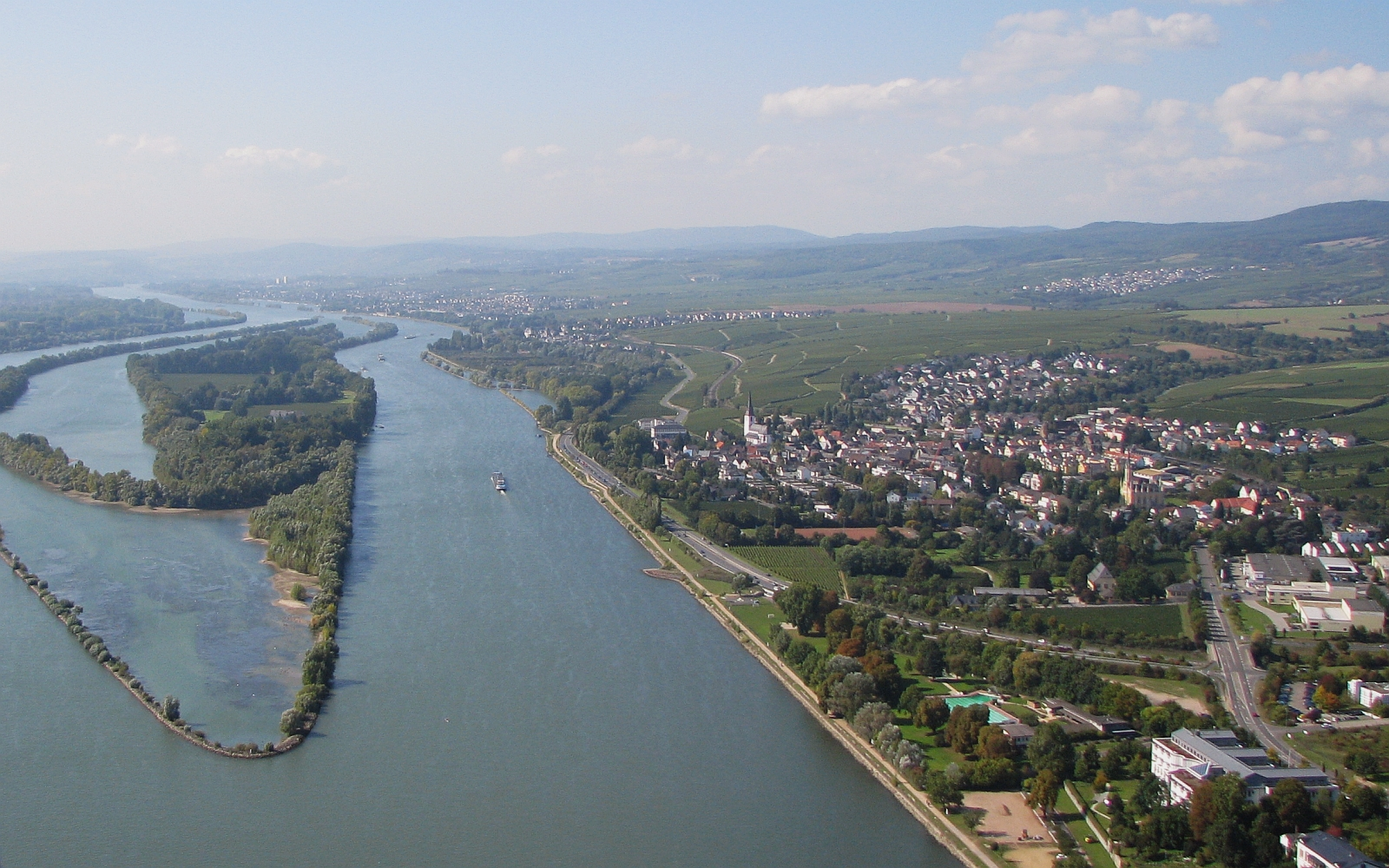
Інзельрайн поблизу Ербах в Райнгау з островом Маріаннеауе

Зрештою, у грудні 1867 року розпочаті будівельні роботи припинено, щоб знову переглянути плани.
Однак комісія сформована в Рейхстазі в 1880 році, вирішила, що будівельні роботи не завдадуть шкоди регіону.
Очікуваних наслідків не буде.
Розширення Рейну як водного шляху набуло пріоритету.
Зацікавлені сторони в Райнгау розділилися на два табори.
Було визнано, що потрібно йти на компроміси.
Умови течії в цій частині Рейну продовжували змінюватися до XX століття.

Опір першим проєктам корекції Рейну зрештою означав, що ділянка між Майнцом і Бінгеном змогла зберегти особливий характер як Інзельрайн.

## Наслідки

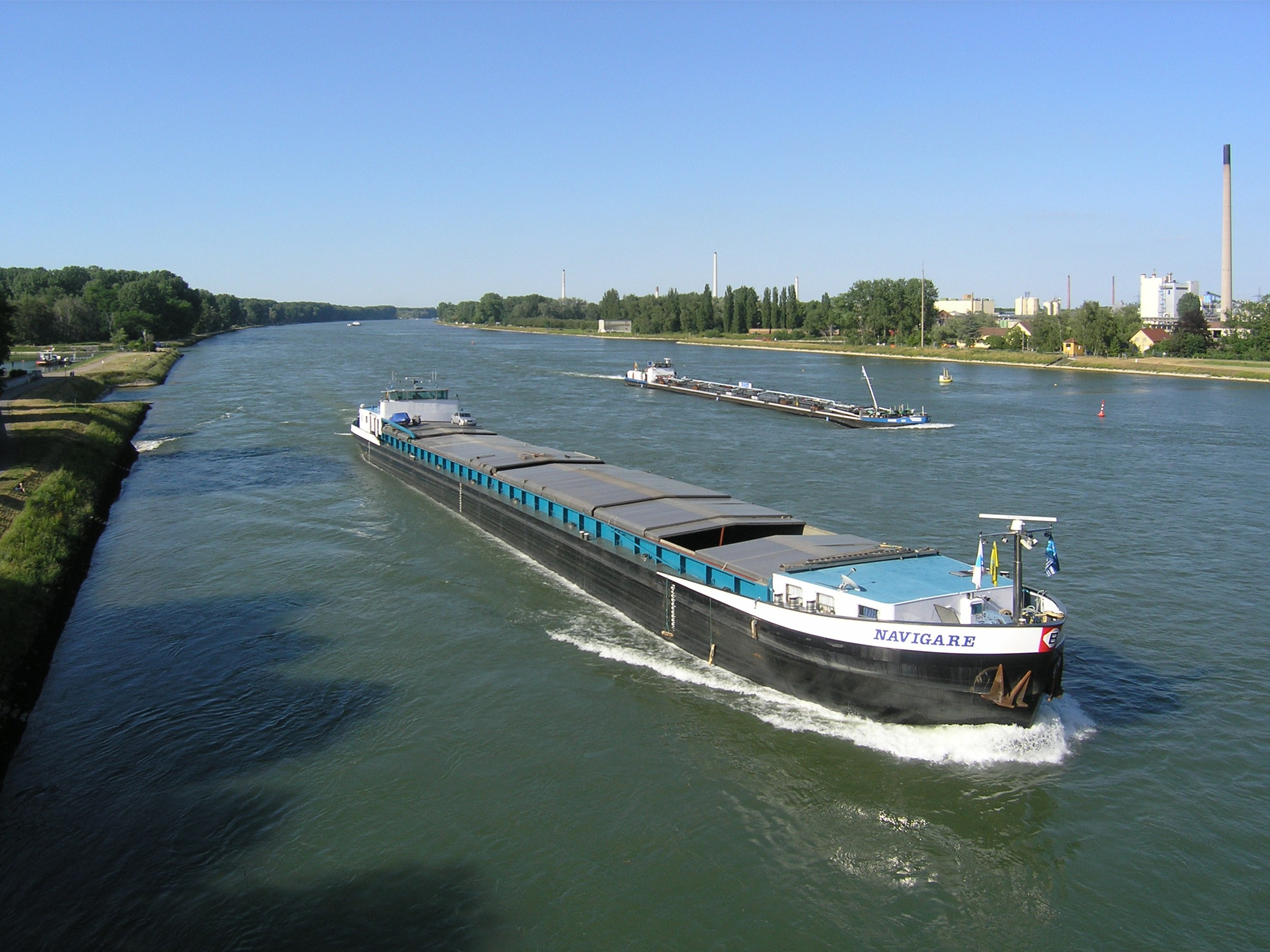
Рейн поблизу Карлсруе-Максау

Внаслідок випрямлення Рейну ризик затоплення змістився до гирла.
У верхній частині річки вперше створено безперервну систему дамб, яка забезпечила ефективний захист від високих рівнів води.
Вища швидкість течії також знизила природний рівень повені приблизно на один метр і зменшила ризик утворення льодових дамб.
Випрямлення надало переваги для судноплавства, яке своєю чергою було обмежене лише під час екстремального високого та низького рівня води. Випрямлення негативно вплинуло на рибалок.
План полягав у тому, щоб використати вищу швидкість течії, щоб дозволити гравію у річищі рухатися вниз за течією швидше, що призведе до бажаної глибокої ерозії.
Це природне поглиблення зробило б непотрібним будувати вищі дамби як засіб захисту від повеней.
Після реалізації це припущення виявилося суттєвим заниженням ерозійного процесу: подекуди річка врилася в землю на глибину до 10 метрів.
Це знизило рівень ґрунтових вод і зробило його занадто низьким для сільськогосподарського використання прилеглих територій.
Окремі байрачні ліси відмирали; утворилася суха заплава на Верхньому Рейні, яку зараз описують як «унікальне місце існування в Німеччині» для флори та фауни.

Крім того, існуючі колодязі в багатьох місцях довелося поглибити, щоб забезпечити водопостачання.
Деякі стариці залишилися без води навіть під час паводків і згодом замулювались.
Оригінальні природні ландшафти були значною мірою ліквідовані; лише в кількох місцях досі присутні залишки колишніх Рейнських стариць (Старий Рейн).
У договорах, укладених між державами Баден і Баварія, також визначалися суверенний кордон і права власності.
Кордон майже повністю визначався тальвегом (винятки: Коллерінзель і плацдарм фортеці Гермерсгайм).
Власність, що була на другому березі річки, ставала під суверенітет відповідної держави.
Майно залишилось у попередніх власників.
Затони переходили у власність держави, під суверенітет якої вони потрапляли.